# 查利·希科克斯
查利·希科克斯（英語：Charlie Hickcox，1947年2月6日—2010年6月14日），美国男子游泳运动员。他曾代表美国参加1968年夏季奥林匹克运动会游泳比赛，获得三枚金牌和一枚银牌。